# Сан Секондо ди Пинероло
Сан Секо̀ндо ди Пинеро̀ло (на италиански: San Secondo di Pinerolo; на пиемонтски: San S'cond, Сан Съконд, на окситански: Seicound, Сейсоунд) е малък град и община в Метрополен град Торино, регион Пиемонт, Северна Италия. Разположен е на 413 m надморска височина. Към 1 януари 2020 г. населението на общината е 3645 души, от котио 108 са чужди граждани.